# Jeff Cook
Jeffrey James "Jeff" Cook (West Covina, California, 21 de octubre de 1956) es un exjugador de baloncesto estadounidense que disputó ocho temporadas en la NBA, además de jugar en la WBA, la liga italiana y la liga francesa. Con 2,08 metros de estatura, jugaba en la posición de ala-pívot.

## Trayectoria deportiva

### Universidad
Jugó durante cuatro temporadas con los Bengals de la Universidad Estatal de Idaho, en las que promedió 8,5 puntos y 7,2 rebotes por partido. En su última temporada fue incluido en el mejor quinteto de la Big Sky Conference tras liderar la conferencia en rebotes, con 11,6 por partido, tras haber figurado en el segundo equipo el año anterior.

### Profesional
Fue elegido en la cuadragésimo novena posición del Draft de la NBA de 1978 por Kansas City Kings, pero fue despedido antes del comienzo de la competición, y acabó fichando por los Washington Lumberjacks de la efímera liga WBA, donde fue elegido mejor jugador del torneo e incluido en el quinteto ideal del mismo.
Al año siguiente fichó como agente libre por los Phoenix Suns, donde jugó 3 temporadas y media, siendo la más destacada la 80-81, en la que promedió 8,5 puntos y 5,9 rebotes por partido como suplente de Truck Robinson. Mediada la temporada 1982-83 fue traspasado junto con dos futuras rondas del draft a Cleveland Cavaliers a cambio de James Edwards y una futura ronda. En su única temporada completa en el equipo promedió 5,8 puntos y 6,0 rebotes por partido.
En 1984 es traspasado a San Antonio Spurs a cambio de Edgar Jones, quienes al año siguiente lo enviaron junto con Marc Iavaroni a Utah Jazz a cambio de Jeff Wilkins. Pero en los Jazz sólo jugó dos partidos antes de ser despedido. Se marchó entonces al Libertas Livorno de la liga italiana, donde jugó una temporada en la que promedió 15,0 puntos y 8,8 rebotes por partido.
Regresó a su país en 1987 para fichar de nuevo por los Phoenix Suns, acabando su carrera jugando un año en la liga francesa.

## Estadísticas de su carrera en la NBA

### Temporada regular
| Temporada | Edad | Equipo              | Liga | P   | TIT | MIN  | TC  | TCA | %TC  | 3P  | 3PA | %3P  | TL  | TLA | %TL   | R.OF. | R.DEF. | REB | ASIS | ROB | TAP | PER | FP  | PTS |
| 1979-80   | 23   | Phoenix Suns        | NBA  | 66  |     | 13.7 | 2.0 | 4.2 | .469 | 0.0 | 0.0 | .000 | 1.6 | 2.0 | .806  | 1.4   | 2.3    | 3.7 | 1.3  | 0.4 | 0.3 | 1.1 | 1.5 | 5.5 |
| 1980-81   | 24   | Phoenix Suns        | NBA  | 79  |     | 27.7 | 3.6 | 7.8 | .464 | 0.0 | 0.1 | .000 | 1.3 | 2.0 | .645  | 2.2   | 3.8    | 5.9 | 2.5  | 1.0 | 0.7 | 1.8 | 3.0 | 8.5 |
| 1981-82   | 25   | Phoenix Suns        | NBA  | 76  | 22  | 17.1 | 2.0 | 4.7 | .422 | 0.0 | 0.0 | .000 | 1.2 | 1.8 | .664  | 1.5   | 2.5    | 4.0 | 1.3  | 0.5 | 0.3 | 1.1 | 2.3 | 5.1 |
| 1982-83   | 26   | TOTAL               | NBA  | 75  | 22  | 17.8 | 2.0 | 4.1 | .487 | 0.0 | 0.0 | .000 | 1.1 | 1.4 | .760  | 1.6   | 2.9    | 4.5 | 1.4  | 0.5 | 0.4 | 1.4 | 2.4 | 5.0 |
| 1982-83   | 26   | Phoenix Suns        | NBA  | 45  | 2   | 12.2 | 1.4 | 3.2 | .430 | 0.0 | 0.0 | .000 | 0.9 | 1.2 | .759  | 1.0   | 1.9    | 2.9 | 1.3  | 0.3 | 0.3 | 1.2 | 2.0 | 3.6 |
| 1982-83   | 26   | Cleveland Cavaliers | NBA  | 30  | 20  | 26.1 | 2.9 | 5.4 | .537 | 0.0 | 0.0 | .000 | 1.3 | 1.7 | .760  | 2.5   | 4.4    | 6.9 | 1.5  | 0.9 | 0.6 | 1.6 | 3.1 | 7.1 |
| 1983-84   | 27   | Cleveland Cavaliers | NBA  | 81  | 21  | 24.1 | 2.3 | 4.8 | .486 | 0.0 | 0.0 | .500 | 1.2 | 1.6 | .723  | 2.1   | 3.8    | 6.0 | 1.5  | 0.8 | 0.6 | 1.1 | 3.5 | 5.8 |
| 1984-85   | 28   | TOTAL               | NBA  | 72  | 5   | 17.9 | 1.9 | 3.9 | .495 | 0.0 | 0.0 | .000 | 0.7 | 0.9 | .734  | 1.7   | 2.7    | 4.4 | 0.9  | 0.4 | 0.3 | 0.7 | 2.8 | 4.5 |
| 1984-85   | 28   | Cleveland Cavaliers | NBA  | 18  | 3   | 24.4 | 2.6 | 5.8 | .438 | 0.0 | 0.1 | .000 | 0.9 | 1.5 | .630  | 2.3   | 3.5    | 5.8 | 1.3  | 0.3 | 0.5 | 0.9 | 2.9 | 6.1 |
| 1984-85   | 28   | San Antonio Spurs   | NBA  | 54  | 2   | 15.7 | 1.7 | 3.2 | .529 | 0.0 | 0.0 |      | 0.6 | 0.7 | .811  | 1.5   | 2.4    | 3.9 | 0.7  | 0.5 | 0.3 | 0.6 | 2.8 | 4.0 |
| 1985-86   | 29   | TOTAL               | NBA  | 36  | 0   | 10.4 | 0.9 | 2.0 | .425 | 0.0 | 0.0 | .000 | 0.8 | 1.2 | .643  | 0.9   | 1.5    | 2.4 | 0.6  | 0.4 | 0.3 | 0.4 | 1.8 | 2.5 |
| 1985-86   | 29   | San Antonio Spurs   | NBA  | 34  | 0   | 10.5 | 0.8 | 2.0 | .418 | 0.0 | 0.0 | .000 | 0.8 | 1.2 | .634  | 0.9   | 1.5    | 2.4 | 0.6  | 0.4 | 0.3 | 0.3 | 1.9 | 2.4 |
| 1985-86   | 29   | Utah Jazz           | NBA  | 2   | 0   | 8.5  | 1.5 | 3.0 | .500 | 0.0 | 0.0 |      | 0.5 | 0.5 | 1.000 | 1.0   | 1.5    | 2.5 | 0.0  | 0.0 | 0.0 | 1.5 | 0.5 | 3.5 |
| 1987-88   | 31   | Phoenix Suns        | NBA  | 33  | 0   | 10.9 | 0.4 | 1.8 | .237 | 0.0 | 0.0 | .000 | 0.7 | 0.8 | .821  | 1.1   | 2.1    | 3.2 | 0.4  | 0.3 | 0.2 | 0.4 | 1.9 | 1.5 |
| Total     |      |                     | NBA  | 518 | 70  | 18.7 | 2.1 | 4.5 | .462 | 0.0 | 0.0 | .056 | 1.1 | 1.5 | .716  | 1.7   | 2.9    | 4.5 | 1.4  | 0.6 | 0.4 | 1.1 | 2.5 | 5.3 |

### Playoffs
| Temp.   | Edad | Equipo            | Liga | P  | MIN | TCA | TC  | 3PA | 3P | TLA | TL | R.OF. | REB | ASIS | ROB | TAP | PER | FP | PTS | %TC  | %3P   | %FT  | MIN  | PTS | REB | AST |
| 1979-80 | 23   | Phoenix Suns      | NBA  | 7  | 98  | 16  | 24  | 0   | 0  | 22  | 26 | 5     | 21  | 7    | 4   | 2   | 5   | 10 | 54  | .667 |       | .846 | 14.0 | 7.7 | 3.0 | 1.0 |
| 1980-81 | 24   | Phoenix Suns      | NBA  | 7  | 206 | 25  | 54  | 1   | 1  | 14  | 19 | 17    | 47  | 11   | 1   | 0   | 10  | 29 | 65  | .463 | 1.000 | .737 | 29.4 | 9.3 | 6.7 | 1.6 |
| 1981-82 | 25   | Phoenix Suns      | NBA  | 7  | 45  | 4   | 8   | 0   | 0  | 0   | 0  | 6     | 9   | 7    | 2   | 2   | 2   | 5  | 8   | .500 |       |      | 6.4  | 1.1 | 1.3 | 1.0 |
| 1984-85 | 28   | San Antonio Spurs | NBA  | 5  | 98  | 9   | 18  | 0   | 1  | 17  | 25 | 6     | 29  | 4    | 5   | 6   | 6   | 23 | 35  | .500 | .000  | .680 | 19.6 | 7.0 | 5.8 | 0.8 |
| 1985-86 | 29   | Utah Jazz         | NBA  | 4  | 21  | 1   | 4   | 0   | 0  | 3   | 4  | 1     | 5   | 2    | 0   | 0   | 0   | 4  | 5   | .250 |       | .750 | 5.3  | 1.3 | 1.3 | 0.5 |
| Total   |      |                   | NBA  | 30 | 468 | 55  | 108 | 1   | 2  | 56  | 74 | 35    | 111 | 31   | 12  | 10  | 23  | 71 | 167 | .509 | .500  | .757 | 15.6 | 5.6 | 3.7 | 1.0 |